# Tà Si Láng
Tà Si Láng là một xã thuộc huyện Trạm Tấu, tỉnh Yên Bái, Việt Nam.

## Địa lý
Xã Tà Si Láng nằm ở phía đông huyện Trạm Tấu, có vị trí địa lý:
- Phía đông giáp huyện Văn Chấn
- Phía tây giáp xã Làng Nhì
- Phía nam giáp huyện Văn Chấn và tỉnh Sơn La
- Phía bắc giáp xã Phình Hồ và huyện Văn Chấn.

Xã Tà Si Láng có diện tích 88,54 km², dân số năm 2019 là 1.948 người, mật độ dân số đạt 22 người/km².

## Hành chính
Xã Tà Si Láng được chia thành 5 thôn: Chống Chùa, Làng Mảnh, Tà Cao, Tà Lù Đằng, Xá Nhù.